# Там, где живут чудовища (фильм)
«Там, где живут чудовища» (англ. Where the Wild Things Are) — кинофильм режиссёра Спайка Джонза, вышедший на экраны в 2009 году. Фильм, в котором мальчик убегает из дома после ссоры с мамой и оказывается на острове в стране необычных существ, создан по мотивам одноимённой детской книги Мориса Сендака.

## Сюжет
Девятилетний Макс живёт без отца, с матерью и старшей сестрой. Однажды зимой он строит во дворе иглу из снега и зовёт сестру, но та не идёт играть с ним. За сестрой приезжают друзья-тинейджеры, которые затевают игру в снежки и ломают его иглу. В гневе Макс устраивает разгром в комнате сестры, и пришедшей матери приходится успокаивать его.
Как-то вечером Макс строит «крепость» из стульев и одеял в своей комнате и зовёт туда маму. Однако у неё гость и она просит Макса вести себя потише. Однако тот постепенно расходится, ссорится с матерью и кусает её, а потом убегает на улицу. Оказавшись в зарослях, он выходит к пруду, где садится в лодку под парусом. На лодке Макс плывёт всё дальше и дальше, оказываясь в океане, и в конце концов приплывает к острову. Там он встречает семерых «чудовищ», мохнатых и клыкастых существ значительно больших по размеру, чем Макс.
Один из них, Кэрол, в гневе крушит всё вокруг из-за того, что его подруга KW ушла куда-то к своим новым друзьям Бобу и Терри. Макс присоединяется к Кэролу, однако когда другие существа подходят к нему и хотят его съесть, он говорит им, что он — король и что он обладает магическими силами, которые позволят наладить жизнь в их мире. Чудовища делают Макса своим королём. Возвращается KW и Макс предлагает всем устроить «тарарам», во время которого все веселятся, валят деревья, прыгают, а в конце засыпают, образовав «кучу-малу».
Кэрол показывает Максу окрестности, а также сделанный им макет того, каким бы он хотел видеть жизнь чудовищ. Макс предлагает построить большую крепость для всех, и чудовища с энтузиазмом принимаются за работу. KW отводит Макса на побережье и знакомит со своими друзьями Бобом и Терри, это оказываются совы. Но когда KW с совами приходит в крепость, Кэрол начинает сердиться, потому что крепость задумывалась только «для своих». В группе опять начинается разлад и Макс предлагает для развлечения поиграть в войну, разделившись на две команды, «хороших» и «плохих». Макс с KW, Кэролом и его лучшим другом попугаем Дугласом сражаются против остальных, бросаясь комьями земли. В игре ранят Александра, самого слабого из всех, а KW в очередной раз ссорится с Кэролом. Обстановка снова накаляется, тем более что чудовища начинают подозревать, что Макс никакой не король и не имеет волшебных сил, которые помогут всем.
Кэрол, узнав о том, что Макс не король, гонится за ним, угрожая его съесть. KW спасает Макса, временно глотая его. Макс понимает, как тяжело всем приходится из-за вспышек гнева Кэрола, и вспоминает свои отношения с матерью. Он решает вернуться домой, все чудовища провожают его лодку на берегу.
Среди ночи Макс приходит домой, его встречает мама и даёт ему поесть. Макс рад снова быть дома, а мама засыпает рядом с ним на кухне, пока он ест.

## В ролях

### Люди
- Макс Рекордс — Макс
- Кэтрин Кинер — Конни, мать Макса
- Марк Руффало — Друг мамы Макса
- Стив Музакис — Мистер Элиот, учитель

### Чудища (английские голоса)
- Джеймс Гандольфини — Кэрол
- Лорен Эмброуз — KW
- Крис Купер — Дуглас
- Форест Уитакер — Айра
- Кэтрин О'Хара — Джудит
- Майкл Берри-мл. — Бык
- Пол Дано — Александр

### Чудища (актёры в костюмах)
- Винсент Кроули — Кэрол
- Элис Паркинсон — KW
- Гарон Майкл — KW (второй состав)
- Сонни Герасимович — Александр
- Ник Фарнелл — Джудит
- Сэм Лонглей — Айра
- Энгус Сэмпсон — Бык
- Марк МакКракен — Бык (второй состав)

## Награды и номинации
- 2010 — номинация на премию «Золотой глобус» за лучшую музыку к фильму (Картер Бёруэлл, Карен О)
- 2010 — 4 номинации на премию «Сатурн»: лучший фильм-фэнтези, лучшая женская роль (Кэтрин Кинер), лучший молодой актёр (Макс Рекордс), лучший сценарий (Спайк Джонз, Дэйв Эггерс)
- 2010 — 4 номинации на премию «Выбор критиков»: лучший молодой актёр или актриса (Макс Рекордс), лучшая музыка к фильму (Картер Бёруэлл, Карен О), лучшая песня (Карен О, Ник Циннер «All Is Love»), лучший дизайн костюмов
- 2009 — 2 номинации на премию «Спутник»: лучший анимационный фильм, лучшая музыка к фильму (Картер Бёруэлл, Карен О)
- 2009 — попадание в десятку лучших фильмов года по версии Национального совета кинокритиков США